# Friedrich von Hayek
Friedrich August von Hayek (Vienna, 8 maggio 1899 – Friburgo in Brisgovia, 23 marzo 1992) è stato un economista e sociologo austriaco naturalizzato britannico.

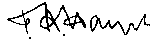
Firma di Hayek

Pensatore liberale, è stato uno dei massimi esponenti della scuola austriaca e critico dell'intervento statale in economia. Nel 1974 è stato insignito, insieme a Gunnar Myrdal, del Premio Nobel per l'economia "per il lavoro sulla teoria monetaria, sulle fluttuazioni economiche e per le analisi sull'interdipendenza dei fenomeni economici". Ha elaborato una critica al modello di Welfare State, sebbene favorevole a forme di reddito di base, che lo spinse a mettere in discussione le tesi di Keynes.
Hayek venne influenzato dall'economista della scuola austriaca Ludwig von Mises. Ebbe una lunga amicizia con il filosofo viennese Karl Popper. Hayek ha influenzato tutto l'ambiente del libertarianismo, segnatamente Murray Rothbard della scuola anarcocapitalista, Robert Nozick e anche Milton Friedman (fondatore della scuola di Chicago), che però poi lo criticarono per alcuni aspetti. Nel 1944 pubblicò la sua opera più celebre, La via della schiavitù.

## Biografia

### Le origini

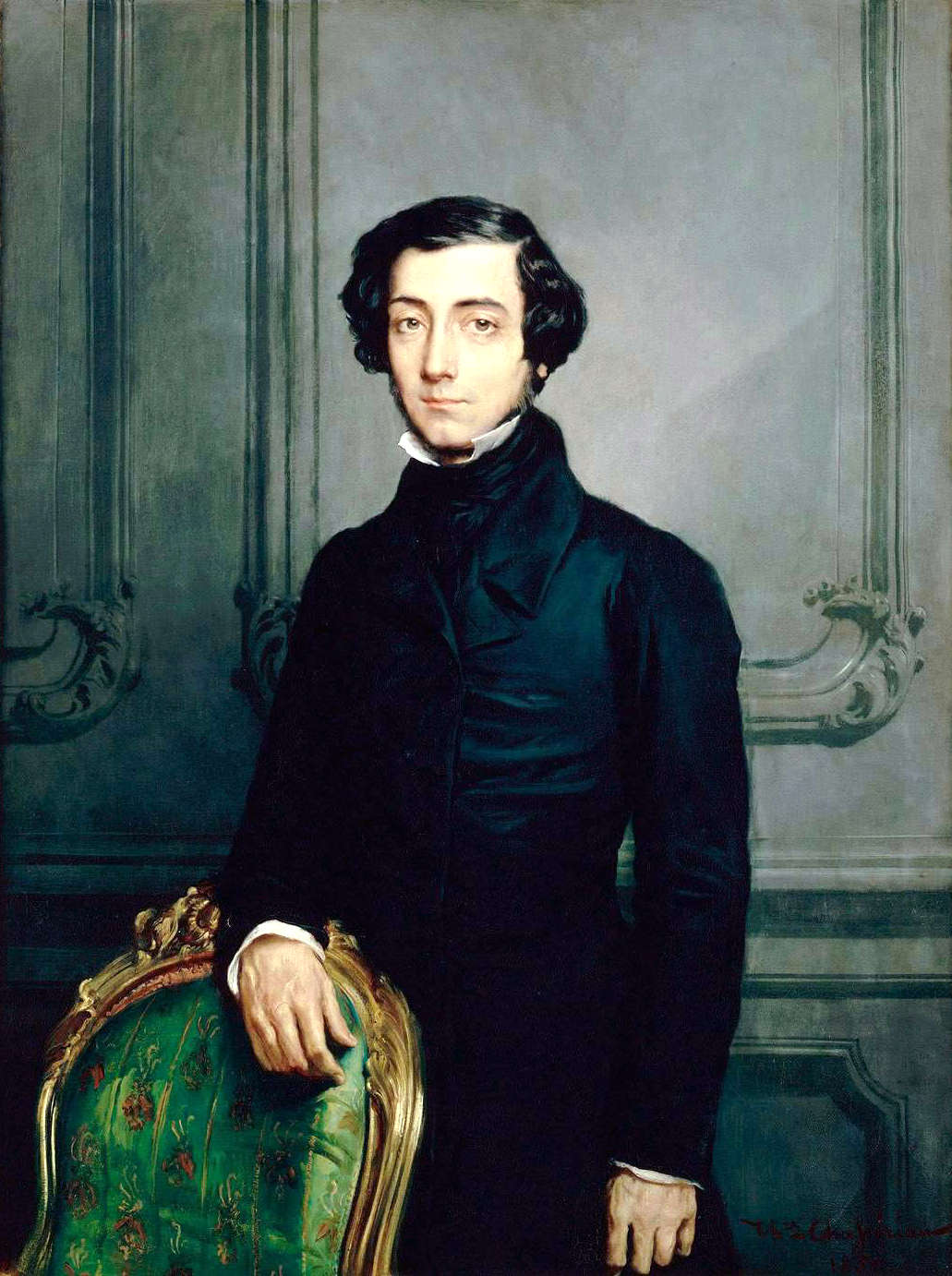
Alexis de Tocqueville, storico e studioso del pensiero liberale.

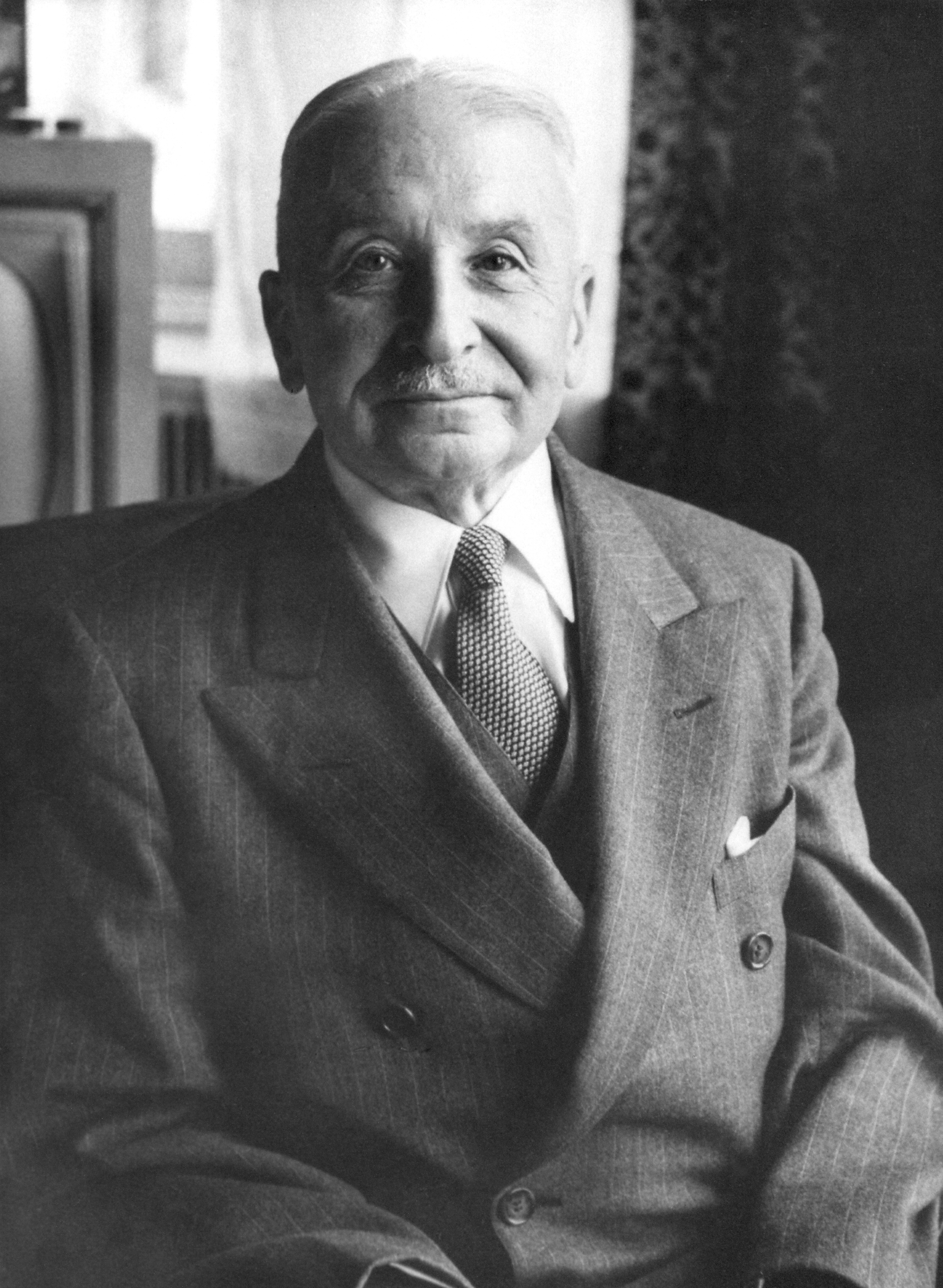
Ludwig von Mises, docente all'Università di Vienna.

Von Hayek nacque a Vienna, in una famiglia aristocratica formata da importanti intellettuali. Suo nonno Gustav von Hayek fu un ornitologo e naturalista. Suo padre August von Hayek fu un importante botanico noto per gli studi di Fitogeografia corologica. La madre era cugina del famoso filosofo Ludwig Wittgenstein.
Allo scoppio della prima guerra mondiale, avvenuto nel 1914, von Hayek si arruolò nell'esercito austro-ungarico, sebbene non avesse ancora l'età anagrafica. Sopravvisse alla guerra senza danni importanti e venne decorato per il suo coraggio. Dopo essersi congedato riprese gli studi, iscrivendosi all'Università di Vienna. Nel 1921 e nel 1923 ottenne il dottorato rispettivamente in giurisprudenza e in scienze politiche e, contemporaneamente, studiò psicologia ed economia. Il pensiero economico hayekiano fu fortemente influenzato dai docenti Ludwig von Mises e Friedrich von Wieser, due tra i massimi esponenti del liberalismo economico del loro tempo.
Dal 1923 al 1924 lavorò come assistente del professore Jeremiah Jenks alla New York University. Successivamente aiutò il governo austriaco a calcolare i dettagli economici e legali dei trattati internazionali che segnarono la fine della prima guerra mondiale. Mises lo aiutò ad organizzare l'Istituto austriaco per lo studio del ciclo economico, che von Hayek diresse (con la collaborazione, dal 1927, di Oskar Morgenstern). Nel febbraio del 1931 Lionel Robbins lo invitò a tenere dei seminari alla London School of Economics and Political Science (da tali seminari venne tratta l'opera Prices and Production, 1931).

### Il trasferimento in Inghilterra

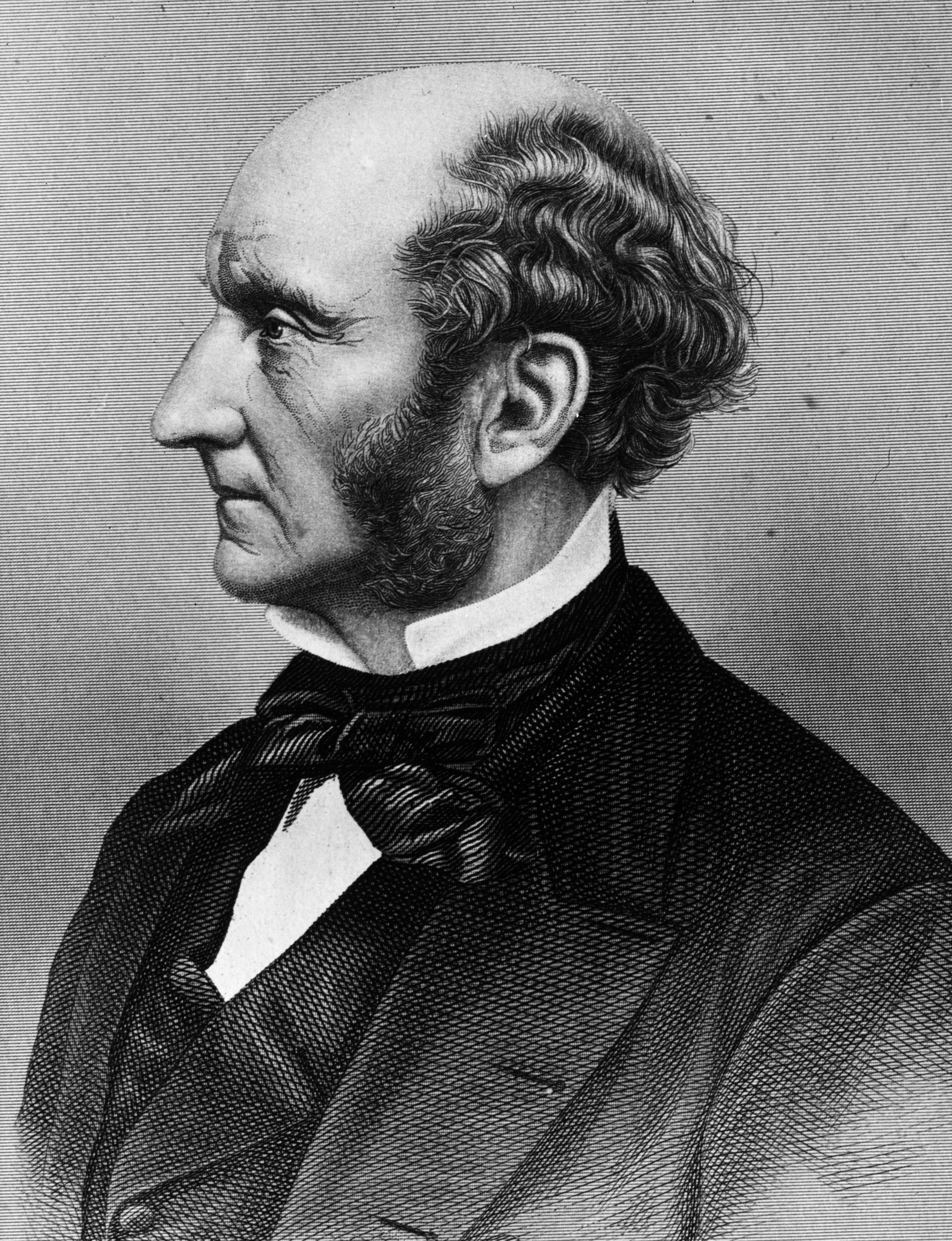
Il filosofo John Stuart Mill.

I seminari vennero giudicati così positivamente che von Hayek venne invitato ad insegnare alla London School e si trasferì a Londra nel mese di ottobre. Nel 1938, non potendo rientrare nella natia Austria a causa dell'annessione della stessa al Terzo Reich, von Hayek divenne cittadino britannico, cittadinanza che manterrà per sempre. Partecipò nello stesso anno a Parigi al colloquio Walter Lippmann.
Con lo scoppio della guerra, la London School si trasferì a Cambridge e von Hayek con essa. Dal 1940 al 1943 scrisse un saggio contro la pianificazione centralizzata. Il titolo, La via della schiavitù, fu ispirato dall'opera omonima del pensatore liberale francese Alexis de Tocqueville. In esso l'idea centrale è la sostanziale continuità tra socialismo e nazismo. Hayek mostra infatti come il nazismo e il fascismo non siano altro che una forma evoluta di socialismo: una sorta di "socialismo della classe media". L'autore sottolinea anche, più in generale, l'incompatibilità fra la pianificazione centralizzata dell'economia, pur spinta dal desiderio di creare una società egualitaria, e la libertà individuale. Quest'opera, che divenne famosa come secondo volume del trattato intitolato L'abuso della ragione, fu pubblicata in Inghilterra dalla casa editrice Routledge nel marzo 1944 e negli Stati Uniti nel settembre dello stesso anno. Il famoso periodico statunitense Reader's Digest ne pubblicò una versione abbreviata nell'aprile 1945, che ebbe un'ampia diffusione e conferì a von Hayek una certa fama.

### Gli anni negli Stati Uniti
Nel 1950 l'Università di Chicago lo invitò a far parte del suo corpo docente, ma la Facoltà di Economia si oppose giudicando La via della schiavitù un testo di carattere divulgativo piuttosto che accademico. Venne quindi invitato ad insegnare scienza morale e sociale nell'ambito del Committee on Social Thought e lasciò la London School of Economics. Accantonati gli studi economici (von Hayek comunque continuò a scrivere saggi sulla materia), si dedicò all'elaborazione di una teoria della società e della politica.
Dopo aver commentato nel 1955 diversi scritti di John Stuart Mill, von Hayek iniziò a scrivere un'altra sua opera fondamentale, The Constitution of Liberty, nota in Italia come La società libera. Lavorò su questa opera per quattro anni, fino al maggio 1959. Nel febbraio 1960 venne pubblicata. Von Hayek spedì una copia all'ex presidente degli Stati Uniti Dwight Eisenhower e al vice in carica in quegli anni, Richard Nixon.

### Il ritorno in Europa ed il Nobel

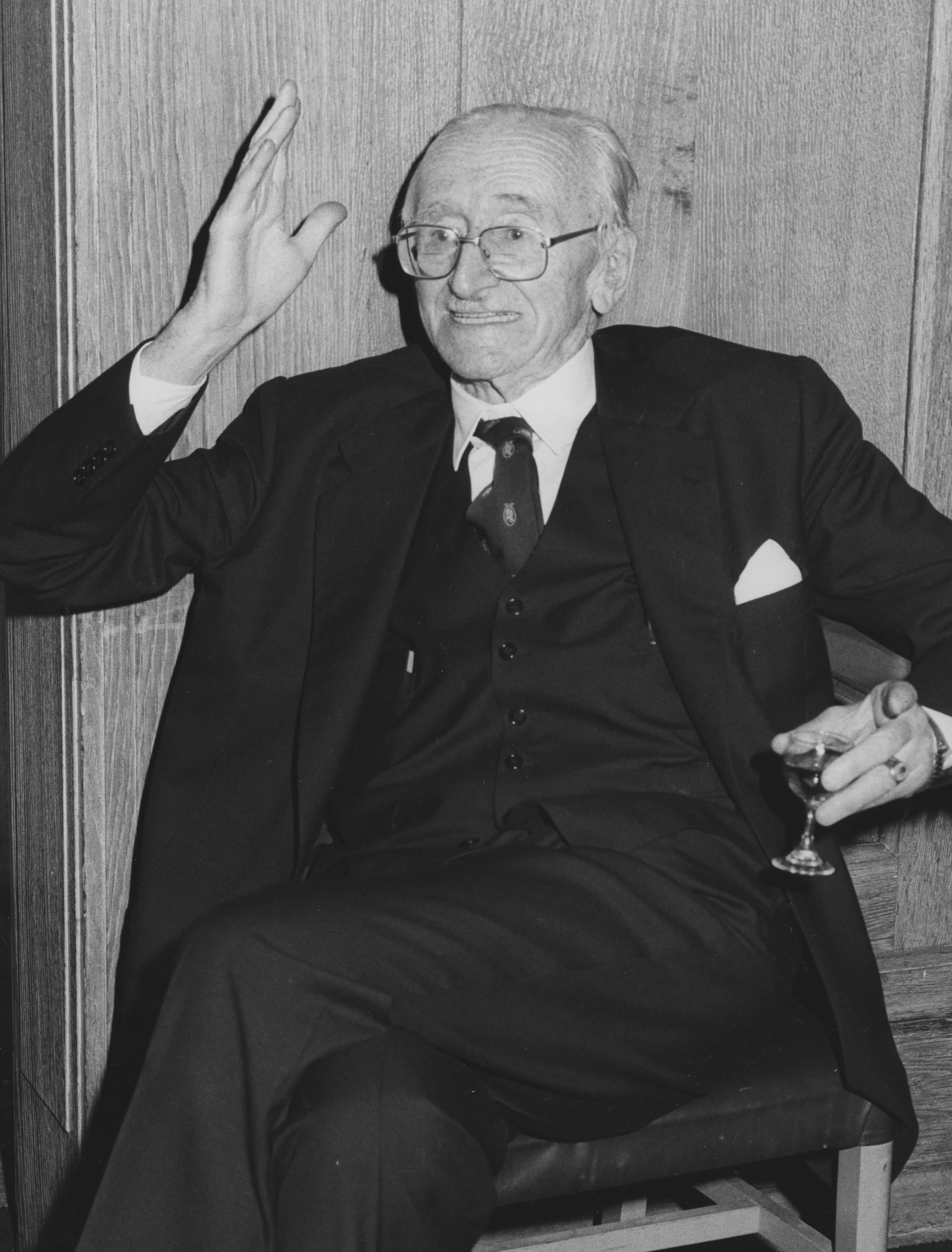
Hayek nel 1981.

Dal 1962, fino al suo ritiro del 1968, fu docente all'Università di Friburgo in Brisgovia, la stessa dove fu docente fisso Martin Heidegger, anche se pare che i due non ebbero mai alcun rapporto. Da allora risiedette sempre a Friburgo. Fu in questo periodo che cominciò la stesura di Law, Legislation and Liberty, opera divisa in tre volumi, pubblicati nel 1973, 1976 e 1979.
Nel 1974, a seguito della vittoria del Premio Nobel per l'economia, aumentò l'interesse generale intorno alla scuola austriaca. Nel 1984 divenne membro dell'Order of the Companions of Honour (Ordine dei Compagni di Onore) di Elisabetta II del Regno Unito, su decisione dell'allora primo ministro britannico Margaret Thatcher per il suo "servizio agli studi economici". Successivamente divenne professore onorario dell'Università di Salisburgo. Nel 1991 ottenne dal presidente degli Stati Uniti George H. W. Bush la Presidential Medal of Freedom, ovvero una delle maggiori onorificenze civili degli Stati Uniti.

### La morte
Hayek morì il 23 marzo 1992 a Friburgo, in Germania e fu sepolto nel cimitero di Neustift am Walde, nella periferia a nord di Vienna.

## Pensiero

### Teoria del ciclo economico

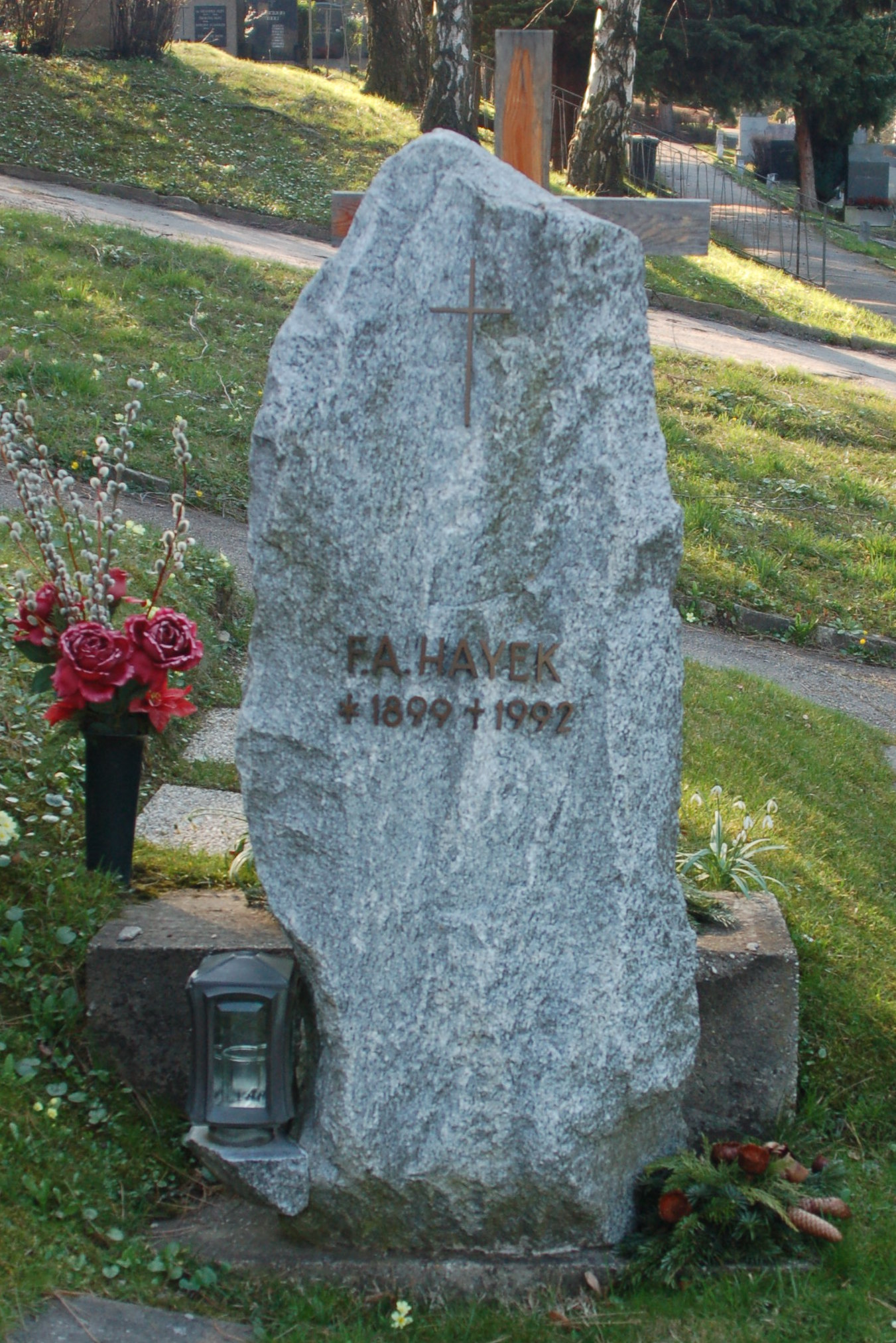
La tomba di Friedrich von Hayek.

Il ciclo economico e le sue cause ebbero un ruolo fondamentale nell'intera opera di von Hayek. Partendo dall'opera misesiana Teoria della moneta e dei mezzi di circolazione (Theorie des Geldes und der Umlaufsmittel, 1912), nella quale l'economista austriaco applicò il concetto di utilità marginale alla moneta, utilizzando anche la teoria sull'origine della moneta di Carl Menger (principio di imputazione), di Eugen von Böhm-Bawerk (periodo medio di produzione), di Knut Wicksell (effetti del tasso d'interesse sui prezzi), di Tugan-Baranovsky e di Spiethoff (teoria della sproporzione), von Hayek teorizzò un'interpretazione del ciclo economico, interpretazione diventata famosa come teoria austriaca del ciclo economico. In Prices and Production (1931) e The Pure Theory of Capital (1941) von Hayek sostenne che i cicli economici sono il frutto di un'espansione del credito artificiosa, ossia non legata ad un effettivo aumento del risparmio, effettuata dalle Banche centrali che, a causa di tassi tenuti artificialmente bassi, causa il cosiddetto malinvestment, ossia una collocazione non ottimale degli investimenti.
Von Hayek diede una spiegazione originale della crisi economica del 1929, che differiva da quella di Keynes. Infatti mentre secondo Keynes le cause della crisi andavano ricercate nella mancanza di intervento pubblico nell'economia, Hayek fece notare come nei cinque anni precedenti la crisi, gli Stati avevano effettuato enormi investimenti, e proprio per questo si erano ritrovati senza le risorse necessarie per fronteggiare il ciclo economico negativo. Hayek, inoltre, stigmatizzò la politica inflazionistica della Banca centrale degli Stati Uniti. Su una linea simile a quella di Hayek si trovano anche Lionel Robbins (The Great Depression, 1934; Robbins tuttavia si avvicinò alle posizioni keynesiane dopo la seconda guerra mondiale) e l'esponente della scuola austriaca Murray N. Rothbard (America's Great Depression, 1963).

### Il problema del calcolo economico

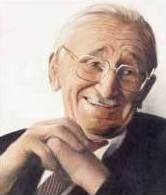
Friedrich von Hayek negli ultimi anni della sua vita.

Von Hayek è stato uno dei maggiori avversari del collettivismo della storia del pensiero economico. Sosteneva che qualsiasi sistema basato su qualsiasi forma di collettivismo si sarebbe dovuto basare per sopravvivere su un'autorità centrale di qualunque tipo. Nel la via della schiavitù, e nei suoi successivi lavori, von Hayek affermò che un sistema puramente socialista richiede un piano economico centrale e ciò, secondo von Hayek, porta inevitabilmente a forme di totalitarismi, perché avrà bisogno di sempre maggiore forza per controllare e dirigere la vita socio-economica di un paese, e perché tutte le informazioni relative ad un qualsiasi sistema sono necessariamente decentralizzate.
Von Hayek, come diversi economisti prima di lui, tra cui von Mises, sostiene inoltre che qualsiasi economia centralizzata e pianificata, ossia decisa a tavolino da un individuo o da un gruppo di individui, i quali decidono la distribuzione delle risorse, è perdente in partenza, in quanto un unico individuo o un gruppo di individui, dall'alto della loro posizione centrale e centralizzata, non hanno abbastanza informazioni per creare un'allocazione ottimale delle risorse. Secondo von Hayek, l'unico sistema in grado di dare un'allocazione ottimale alle risorse è il sistema di prezzi liberi tipico del libero mercato. In The Use of Knowledge in Society, von Hayek spiegò come il meccanismo di prezzi liberi consenta l'unione e la condivisione di conoscenze locali e personali, attraverso il principio di auto-organizzazione. Von Hayek ideò il termine catallaxy (catallassi) per descrivere un "sistema auto-organizzativo di cooperazione volontaria".
Nella visione di von Hayek, il ruolo destinato allo Stato è il mantenimento dello Stato di diritto, accompagnato da un interventismo il più limitato possibile.

### Ordine spontaneo
Von Hayek, in merito al sistema dei prezzi liberi, sosteneva che tale sistema non sia il frutto di interventi umani volontari, bensì di azioni umane involontarie e spontanee. Sosteneva che "esso sia il risultato di azioni umane ma non di progetti umani". Von Hayek mette il meccanismo dei prezzi allo stesso livello, per esempio, a quello del linguaggio. Secondo von Hayek "il meraviglioso sistema dei prezzi è un meccanismo perfetto per comunicare informazioni con la velocità del vento anche nelle regioni più remote".
In The Fatal Conceit von Hayek attribuiva la civilizzazione all'espansione della proprietà privata.

### La controversia con Sraffa
All'inizio degli anni trenta ci fu una famosa controversia tra Piero Sraffa e Hayek. L'occasione iniziale fu la pubblicazione da parte di Hayek di una critica alle conclusioni di Keynes contenute in Treatise on Money (1930). Ci fu una prima replica di Keynes stesso che poi chiese a Sraffa di scrivere una replica più articolata alle tesi di Hayek. Sraffa analizzò a fondo le inconsistenze logiche della teoria di Hayek sull'effetto di risparmio forzato di capitale causato dall'inflazione e soprattutto sulla definizione di tasso di interesse naturale e il cosiddetto "ritorno delle tecniche". Il dibattito proseguì con una replica di Hayek e una controreplica di Sraffa.

### La demarchia
Von Hayek contrappone gli odierni modelli di ordinamento democratico, che egli reputa oggetto di una degenerazione, ad un ipotetico modello demarchico da lui prefigurato, analizzando quella che secondo lui è una diversità di prospettiva di fondo nell'approccio alla politica sottesa nel significato etimologico dei due termini. La sua proposta, chiamata appunto demarchia, è di carattere minarchico (dal greco potere minimo) in cui il potere dello Stato è ridotto al minimo per evitare ingerenze lesive della libertà del cittadino e la costituzione di caste-gruppi oligarchici al potere. La proposta è descritta in opere quali Legge, legislazione e libertà e Libertà economica e governo rappresentativo.

### Filosofia politica, sociale e della scienza

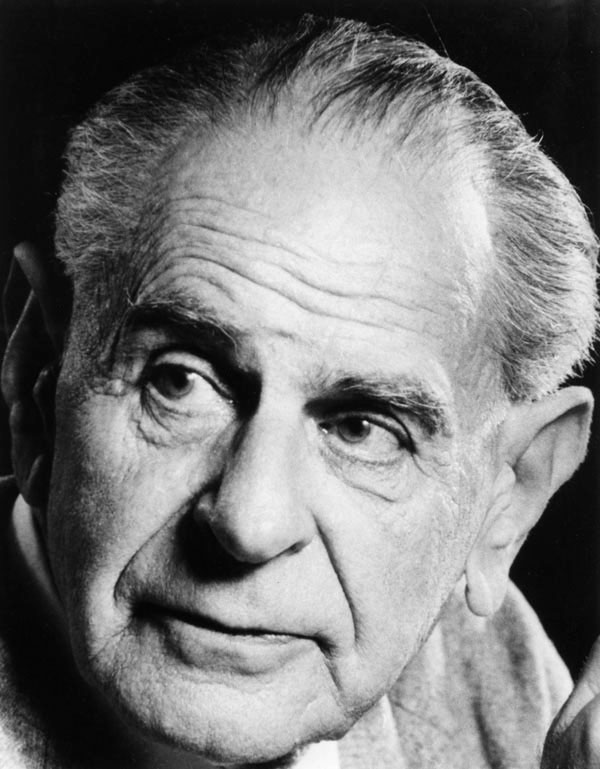
Il filosofo ed epistemologo Karl Popper, amico di von Hayek.

Nell'ultima parte della sua carriera von Hayek si concentrò su temi riguardanti la filosofia politica e sociale, temi che forniranno le basi per la sua visione in merito ai limiti delle conoscenze umane, e del cosiddetto ordine spontaneo. Riprendendo gli insegnamenti dei filosofi scozzesi del Settecento (David Hume, Adam Smith ed Adam Ferguson) von Hayek affermò che "le istituzioni umane nascono dalle azioni umane, ma non sono il frutto dell'umano progettare: il linguaggio, il mercato e il diritto sono il frutto di un lungo processo evolutivo nel corso del quale le azioni intenzionali provocano continuamente effetti inintenzionali, dando vita a un ordine spontaneo". 
Secondo la visione di Hayek dei rapporti tra società e stato, lo stato ha il compito di mantenere l'ordine legale necessario per permettere la libera e pacifica convivenza tra individui.
Nella sua filosofia della scienza, non dissimile da quella dell'amico Karl Popper, von Hayek espresse una forte critica nei confronti dello scientismo: una falsa comprensione dei metodi della scienza che ha erroneamente forzato le scienze sociali, e che è in pratica l'esatto contrario della vera scienza. A tale teoria von Hayek contrappone una visione della scienza del tutto diversa, composta da un complesso di variabili imprevedibili e non di fenomeni lineari. In The Counter-Revolution of Science: Studies in the Abuse of Reason von Hayek espone pienamente questa teoria, definita in saggi successivi come "Degrees of Explanation" e "The Theory of Complex Phenomena".

## Von Hayek e il conservatorismo

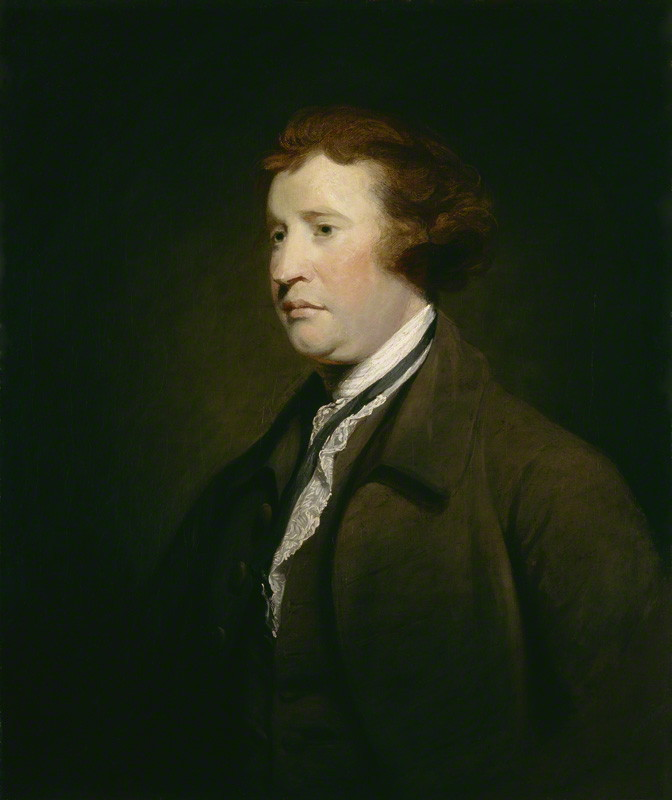
Edmund Burke, politico e filosofo britannico di origine irlandese.

Von Hayek tornò alla ribalta tra gli anni ottanta e novanta del Novecento con l'ascesa al governo degli Stati Uniti e del Regno Unito di partiti di ispirazione conservatrice. Margaret Thatcher, primo ministro britannico in carica dal 1979 al 1990, dichiarò più volte di avere in von Hayek il suo punto di riferimento filosofico. La Thatcher, dopo aver vinto le elezioni del 1979, decise di nominare Segretario di Stato per l'industria Keith Joseph, ovvero il presidente dell'Hayekian Centre for Policy Studies. Lo stesso fece Ronald Reagan, il quale scelse diversi economisti hayekiani tra i suoi consiglieri economici.
Von Hayek, in appendice alla Costituzione della Libertà, scrisse un saggio intitolato Perché non sono un conservatore, nel quale screditò il conservatorismo per la sua inadeguatezza all'adattamento ai cambiamenti delle relazioni umane. La sua critica era diretta soprattutto a quello di stampo europeo, il quale spesso ritiene il libero mercato nemico della stabilità sociale e dei valori tradizionali.
Del conservatorismo Hayek denuncia anche le "tendenze paternalistiche e nazionalistiche", la sua "adorazione per il potere" e "le propensioni tradizionalistiche, antiintellettualistiche e spesso mistiche" .
Von Hayek si autodefiniva un «liberale classico», ma, dato l'utilizzo ormai molto diffuso negli Stati Uniti della parola liberal in riferimento anche a tendenze di sinistra, è spesso indicato come libertario, anche se la sua definizione preferita è old whig, definizione presa in prestito da Edmund Burke. Nell'ultima parte della sua vita von Hayek diceva: "Sono diventato un whig burkeniano".
Von Hayek era agnostico e sosteneva la separazione tra Stato e Chiesa, anche se, come il cattolico Tocqueville e l'anglicano Burke, riteneva che la religione potesse svolgere un ruolo importante e produrre effetti benefici sulla società.

## Influenze e riconoscimenti

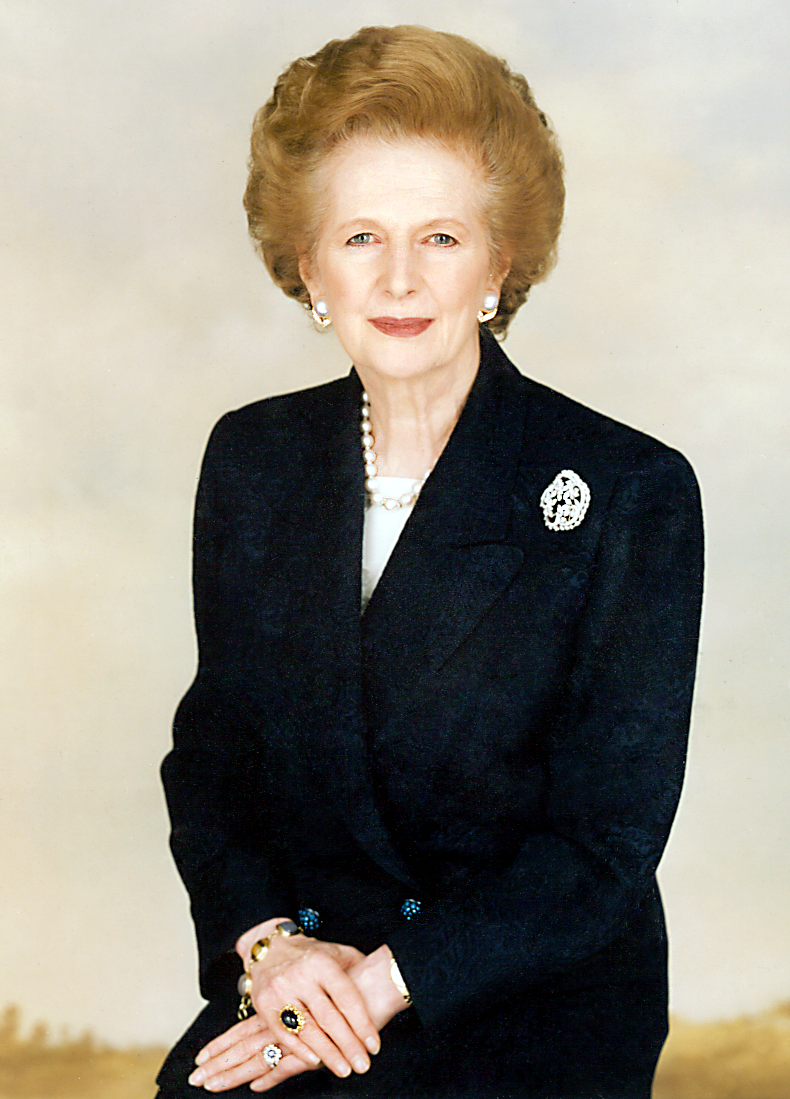
Margaret Thatcher, primo ministro del Regno Unito dal 1979 al 1990.

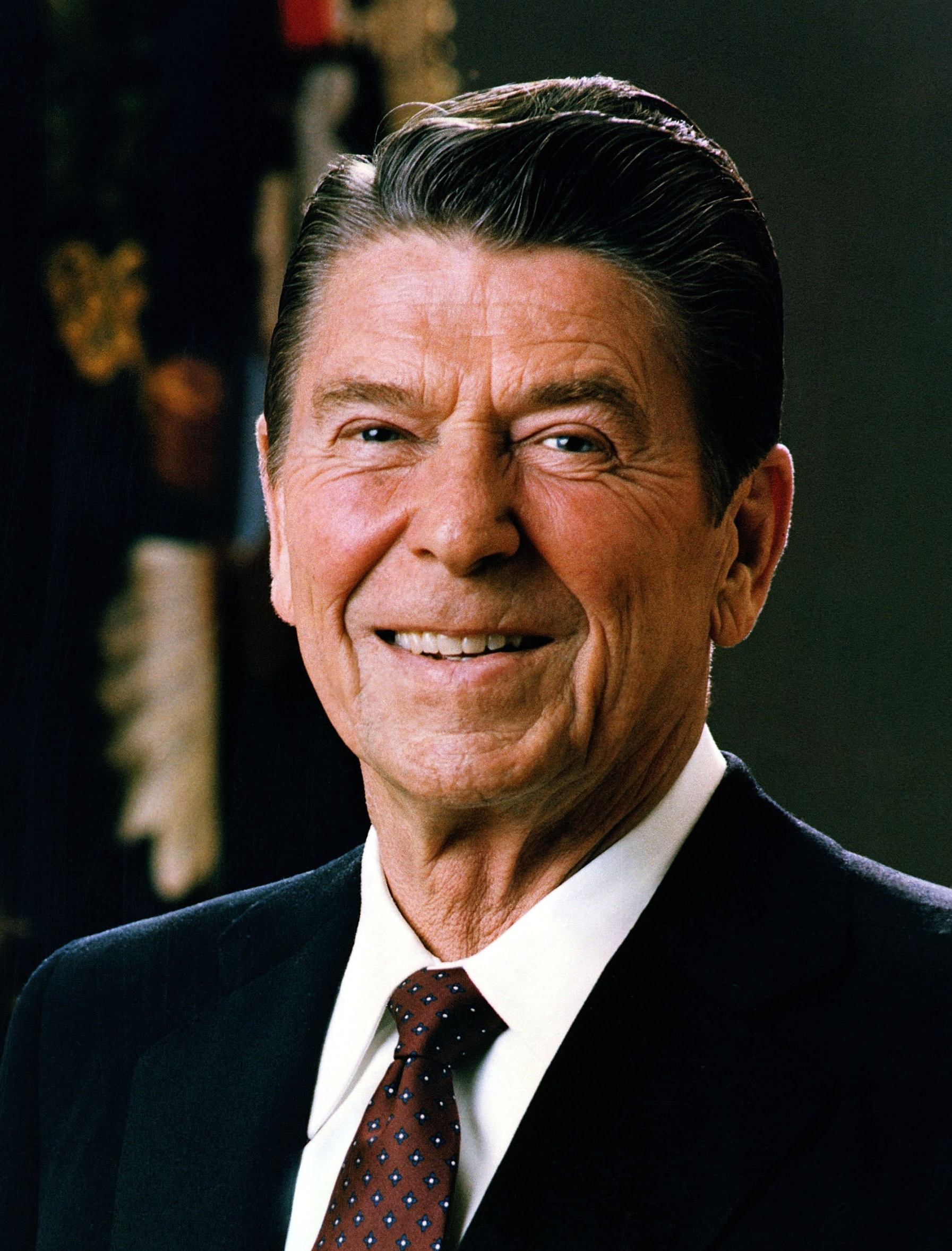
Ronald Reagan, presidente degli Stati Uniti dal 1981 al 1989.

Nel 1947 von Hayek fu il maggiore organizzatore della Mont Pelerin Society, uno dei maggiori gruppi al mondo di classical liberals. Ebbe un ruolo molto importante anche nella creazione dell'«Institute of Economic Affairs», think tank di orientamento liberale fondato nel 1955. Nel suo discorso alla cerimonia del Premio Nobel, vinto nel 1974, von Hayek, che enfatizzò nei suoi studi la fallibilità delle limitate conoscenze umane in temi sociali ed economici, espresse i suoi timori in merito alla graduale trasformazione dell'economia a semplice scienza, al pari della fisica, della chimica o della medicina.
Per von Hayek fu molto importante l'amicizia con il filosofo Karl Popper. Le due grandi menti si influenzarono a vicenda, e nel 1944 Popper, in una lettera diretta a von Hayek, scrisse: "Penso di aver appreso da te più di quanto qualsiasi altro pensatore mi abbia trasmesso, a parte Alfred Tarski". Popper dedicò a von Hayek la pubblicazione intitolata Conjectures and Refutations (1963); successivamente von Hayek ricambiò il favore dedicando a Popper Studies in Philosophy, Politics, and Economics, e scrivendo che "sin dalla pubblicazione del 1934 di Logik der Forschung aderì completamente alla teoria generale metodologica popperiana". Popper partecipò anche all'inaugurazione della Mont Pelerin Society.
Solo negli ultimi tempi il rapporto personale e intellettuale tra Hayek e Popper è stato oggetto di analisi critiche.. Il fatto che i due amici (come diventarono dopo la chiamata, grazie all'impegno di Hayek, di Popper alla London School of Economics), si criticassero raramente nelle loro pubblicazioni è sicuramente riconducibile a due fattori. Il primo è che avevano scoperto di condividere un approccio generale e critico nei confronti dei vari totalitarismi. Le loro critiche, pubblicate, tra l'altro, nella Via della schiavitù di Hayek e nella Miseria dello storicismo e La società aperta e i suoi nemici di Popper, condividono, per esempio, l'idea che le ideologie del nazismo e del socialismo si basano su una metodologia sbagliata. Hayek e Popper si sentirono uniti nella loro lotta al totalitarismo e devono aver giudicato che un approfondimento sulle pagine delle riviste scientifiche e filosofiche avrebbe indebolito questa loro causa comune. Il secondo fattore è che Popper era profondamente grato nei confronti di Hayek per avergli salvato la vita intellettuale, come scrive a più riprese nelle sue lettere ad Hayek; grazie ad Hayek La società aperta e Miseria dello storicismo furono pubblicati (non senza fatica) e, grazie ad Hayek, Popper fu chiamato alla London School of Economic quando aveva già quasi abbandonato la speranza di lasciare la Nuova Zelanda, dove, prima della seconda guerra mondiale, aveva trovato una cattedra che gli aveva consentito di emigrare dall'Austria, grazie allo stesso Hayek. Popper deve aver giudicato che una critica pubblica al pensiero di Hayek sarebbe stato interpretato come un atto di ingratitudine.

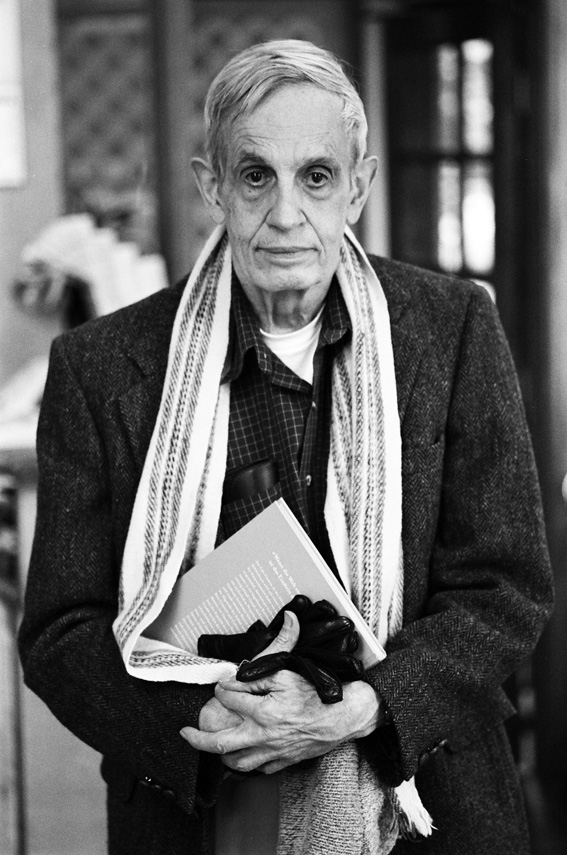
John Nash, premio Nobel per l'economia nel 1994.

Dopo aver influenzato l'approccio all'economia di Margaret Thatcher e in parte di Ronald Reagan, von Hayek negli anni novanta divenne uno degli economisti più influenti e rispettati nell'Europa orientale.
L'influenza del pensiero hayekiano sulle teorie economiche e, soprattutto, sociali e filosofiche moderne è innegabile. Ad esempio, la pubblicazione del 1944 de La via della schiavitù, influenzò molti oppositori del postmodernismo. Anche il matematico John Nash, Premio Nobel per l'economia nel 1994, ha dichiarato di essere stato influenzato dalle teorie economiche hayekiane.
Anche dopo la sua morte la "presenza" del suo pensiero, specialmente nelle università dove insegnò, è evidente. Alla London School of Economics and Political Science e alla Oxford University è stata creata in suo onore la Hayek Society. Il Cato Institute, think tank per il quale scrisse von Hayek, ha dedicato il suo auditorium all'economista austriaco. La stessa cosa è avvenuta alla Universidad Francisco Marroquín di Città del Guatemala.
Al di là dell'influenza sui pensatori citati, Hayek è stato fonte di ispirazione anche per professionisti in diversi campi. Per esempio, il suo pensiero ha avuto un'influenza diretta sulla nascita e lo sviluppo di Wikipedia. In un'intervista apparsa sulla rivista Reason, Jimmy Wales, il fondatore di Wikipedia, ha dichiarato di aver tratto l'idea di un'enciclopedia emergente "dal basso" dall'articolo del 1945 in cui Hayek enfatizzava il carattere disperso della conoscenza e, di conseguenza, l'impossibilità di
organizzare in maniera centralizzata l'economia di un Paese. A questo proposito, Wales ha scritto che «il lavoro di Hayek sulla teoria dei prezzi è centrale alla mia riflessione su come gestire il progetto Wikipedia [...] Non si possono comprendere le mie idee in merito a Wikipedia se non si comprende Hayek».

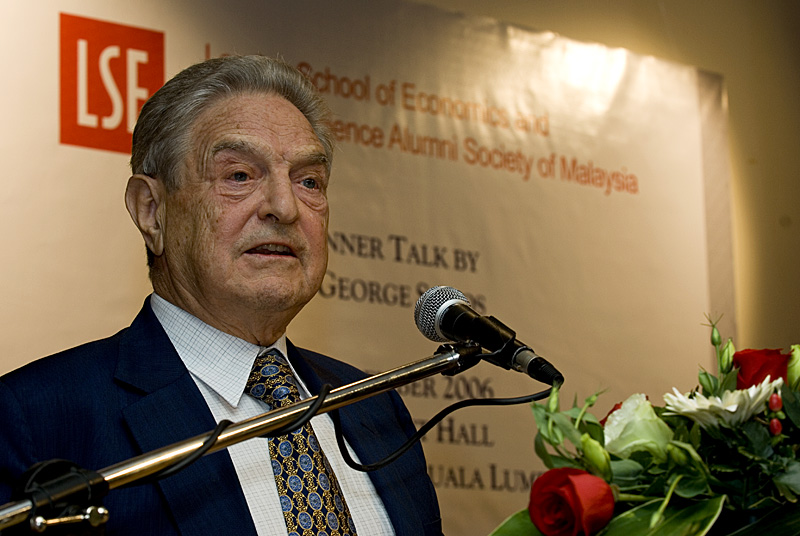
George Soros, imprenditore ed economista ungherese.

George Soros, un finanziere molto critico nei riguardi del libero mercato (secondo lui la speculazione finanziaria renderebbe più difficile lo sviluppo dei Paesi meno sviluppati) ma ammiratore di Von Hayek, paragonandolo al filosofo liberale Karl Popper, ha scritto:

## Le critiche

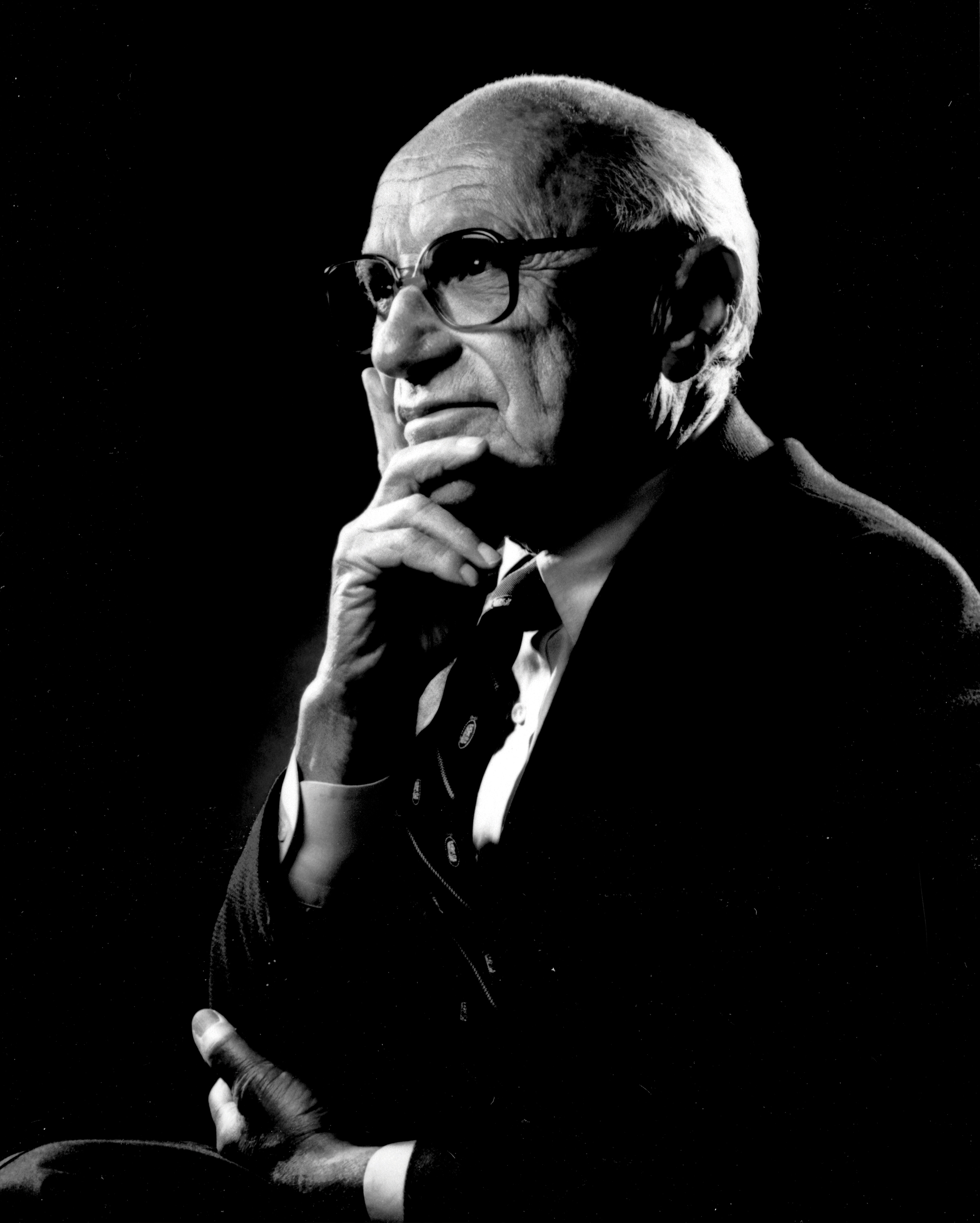
Milton Friedman, premio Nobel per l'economia nel 1976.

La teoria del ciclo economico fu molto criticata da diversi economisti, soprattutto neoclassici e keynesiani.
Altri economisti argomentano che Hayek sia ricordato oggi più per i contributi alla teoria politica che per quelli alla teoria economica. 
In un'intervista ad Alan Elbestein, Milton Friedman, premio Nobel per l'economia nel 1976, disse:
(Citato da Roger Garrison)
Sul piano politico, von Hayek è stato spesso messo sotto accusa tanto da autori liberali, quanto da autori di stampo marxista.

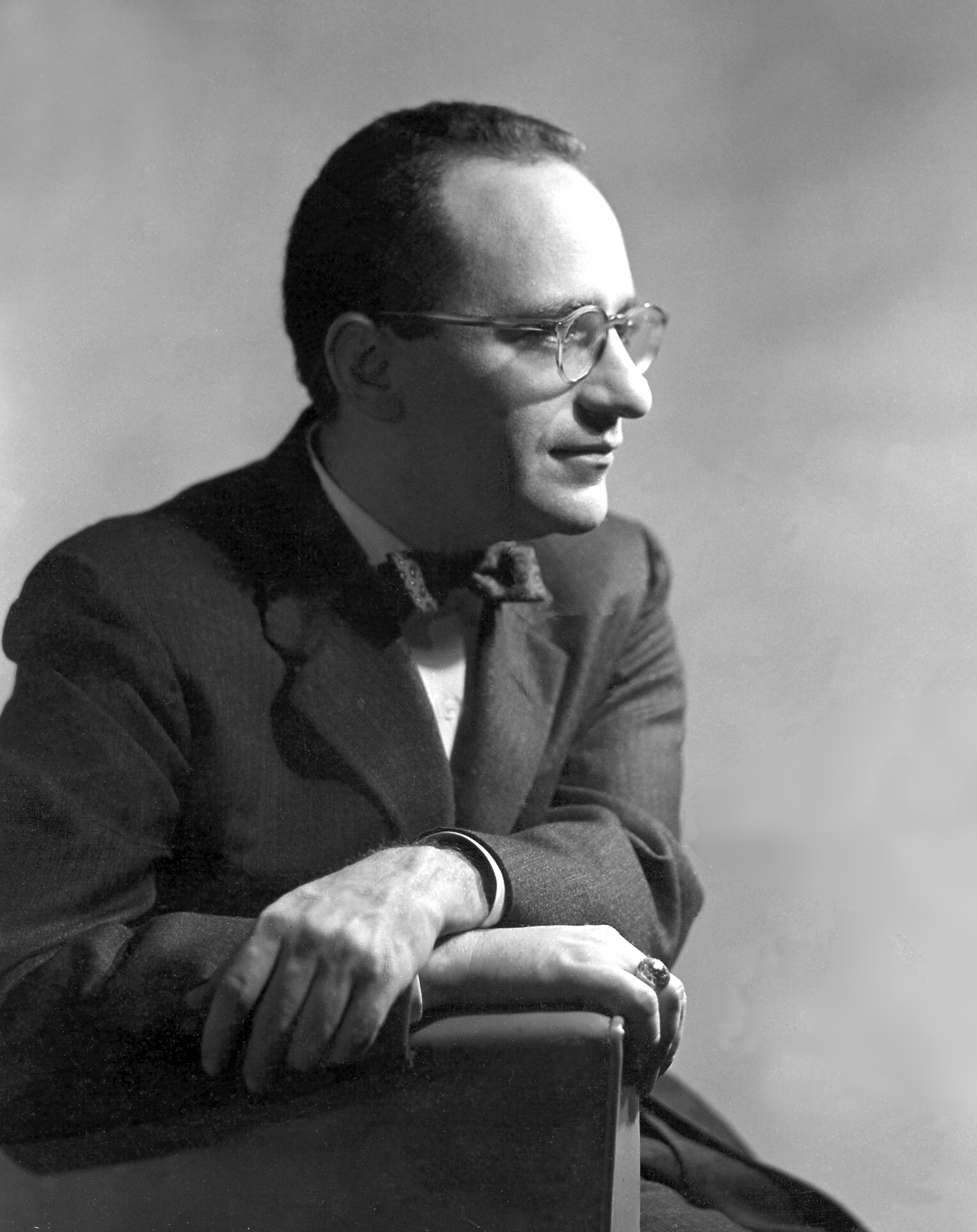
Murray Rothbard, filosofo principale dell'anarco-capitalismo.

I socialisti l'hanno spesso accusato di avere una visione conservatrice dell'economia. A discapito delle elaborate argomentazioni che von Hayek usa per sostenere le sue posizioni, egli avrebbe considerato il "liberismo come un dogma" e si sarebbe fatto condizionare dalla sua stessa ideologia. Alcuni hanno tuttavia ritenuto che il neoliberalismo fosse una perversione e una volgarizzazione delle idee di von Hayek piuttosto che la messa in pratica delle sue teorie economiche.
Eric Hobsbawm in merito a von Hayek scrisse:
(Il secolo breve)
Per questi motivi von Hayek viene accusato spesso di essere il padre del cosiddetto "fondamentalismo di mercato".
Eric Hobsbawm, pur attaccando von Hayek, non lo assimila a quelli che chiama "i volgari propagandisti occidentali del sistema capitalistico durante la guerra fredda".
Von Hayek scrisse comunque un saggio per distinguere nettamente la sua posizione da quella dei conservatori, intitolato appunto Perché non sono un conservatore (Why I Am Not a Conservative), incluso in appendice al suo libro The Constitution of Liberty.
Von Hayek è stato molto contestato anche da autori della destra radicale, che hanno visto in lui un difensore di quella modernità capitalista che mette in discussione le comunità tradizionali, le nazioni storiche, i legami di sangue ed etnia. Per Alain de Benoist (forse il massimo esponente della Nouvelle Droite francese), ad esempio, vi sarebbe in von Hayek una "tendenza darwinista assai contestabile".
Il pensiero hayekiano, infine, è stato aspramente contestato anche da autori di orientamento anarco-capitalista (Hans-Hermann Hoppe, Walter Block, Enrico Colombatto, Anthony de Jasay, Murray N. Rothbard e altri), che hanno evidenziato le incertezze di un liberalismo non sempre disposto a denunciare l'illegittimità dello Stato e di ogni azione che aggredisca l'individuo e minacci l'autonomia del libero mercato e l'ordine giuridico basato sulla proprietà privata.

## Opere
- Monetary Theory and the Trade Cycle, 1929
- Prices and Production, 1931
- Monetary Nationalism and International Stability, 1937
- Economics and Knowledge, 1937
- Profits, Interest and Investment and Other Essays on the Theory of Industrial Fluctuations, 1939
- The Pure Theory of Capital, 1941
- The Road to Serfdom,1944
- La via della schiavitù (The Road to Serfdom, aprile 1945; versione abbreviata pubblicata dal Reader's Digest), Liberilibri, Macerata, 2011
- The Use of Knowledge in Society, 1945 (L'uso della conoscenza in società)
- Individualism and Economic Order, 1948
- Individualismo: quello vero e quello falso (Individualism: True and False, 1949), Rubbettino Editore, 1997
- John Stuart Mill and Harriet Taylor: Their Friendship and Subsequent Marriage, 1951
- L'abuso della ragione (The Counter-Revolution of Science: Studies on the Abuse of Reason, 1952), Rubbettino Editore, 2008
- The Sensory Order: An Inquiry into the Foundations of Theoretical Psychology, 1952
- La società libera (The Constitution of Liberty, 1960), Rubbettino Editore, 2007
- Studi di filosofia, politica ed economia (Studies in Philosophy, Politics and Economics, 1967), Rubbettino Editore, 1998
- Competition as a Discovery Procedure, 1968
- A Tiger by the Tail, 1972
- Legge, Legislazione e libertà: Una nuova enunciazione dei principi liberali della giustizia e della economia politica (Law, Legislation and Liberty: A New Statement of the Liberal Principles of Justice and Political Economy), 1986
  - Regole e ordine (Volume I. Rules and Order, 1973)
  - Il miraggio della giustizia sociale (Volume II. The Mirage of Social Justice, 1976)
  - Il sistema politico di un popolo libero (Volume III. The Political Order of a Free People, 1979)
- Choice in Currency: A Way to Stop Inflation, 1976
- Denationalisation of Money: An Analysis of the Theory and Practice of Concurrent Currencies, 1976
- New Studies in Philosophy, Politics, Economics and the History of Ideas, 1978
- 1980s Unemployment and the Unions, 1980
- The Fatal Conceit: The Errors of Socialism, 1988
- Conoscenza, competizione e libertà, a cura di Dario Antiseri e Lorenzo Infantino, collezione "I grandi liberali", Soveria Mannelli, Rubbettino, 1998